# Логічна адреса
Логічна адреса — поняття у інформатиці і програмуванні, що означає адресу, за якою знаходиться елемент (комп'ютерної пам'яті, елемент сховища, мережевий хост) з точки зору програмного застосунку, що виконується.
Логічна адреса може бути відмінною від фізичної адреси завдяки виконанню операції трансляції адреси або функції відображення. Така функція відображення може бути, у разі коли йдеться про архітектуру комп'ютерної пам'яті, представлена як модуль керування пам'яттю (MMU) між центральним процесором і шиною пам'яті, або рівнем перетворення адрес, тобто, канальний рівень, між обладнанням і протоколами передачі даних (Internet Protocol) в комп'ютерній мережевої системи.

## Пам'ять комп'ютера
Для різних цілей фізична адреса сховища комп'ютерної пам'яті може відображатися на різні логічні адреси.
В системах які підтримують віртуальну пам'ять, може не бути відображення фізичної пам'яті на логічну адресу, доки до неї не відбувалася спроба доступу. Спроба доступитися до пам'яті призводить до виклику спеціальних функцій операційної системи, які програмують MMU відобразити адрес на якусь фізичну пам'ять, можливо записати старий вміст пам'яті на диск і зчитати знов із диску дані пам'яті, які мають міститися за новою логічною адресою. В такому випадку, логічну адресу можна називати віртуальною.